# Dukai Takách Judit

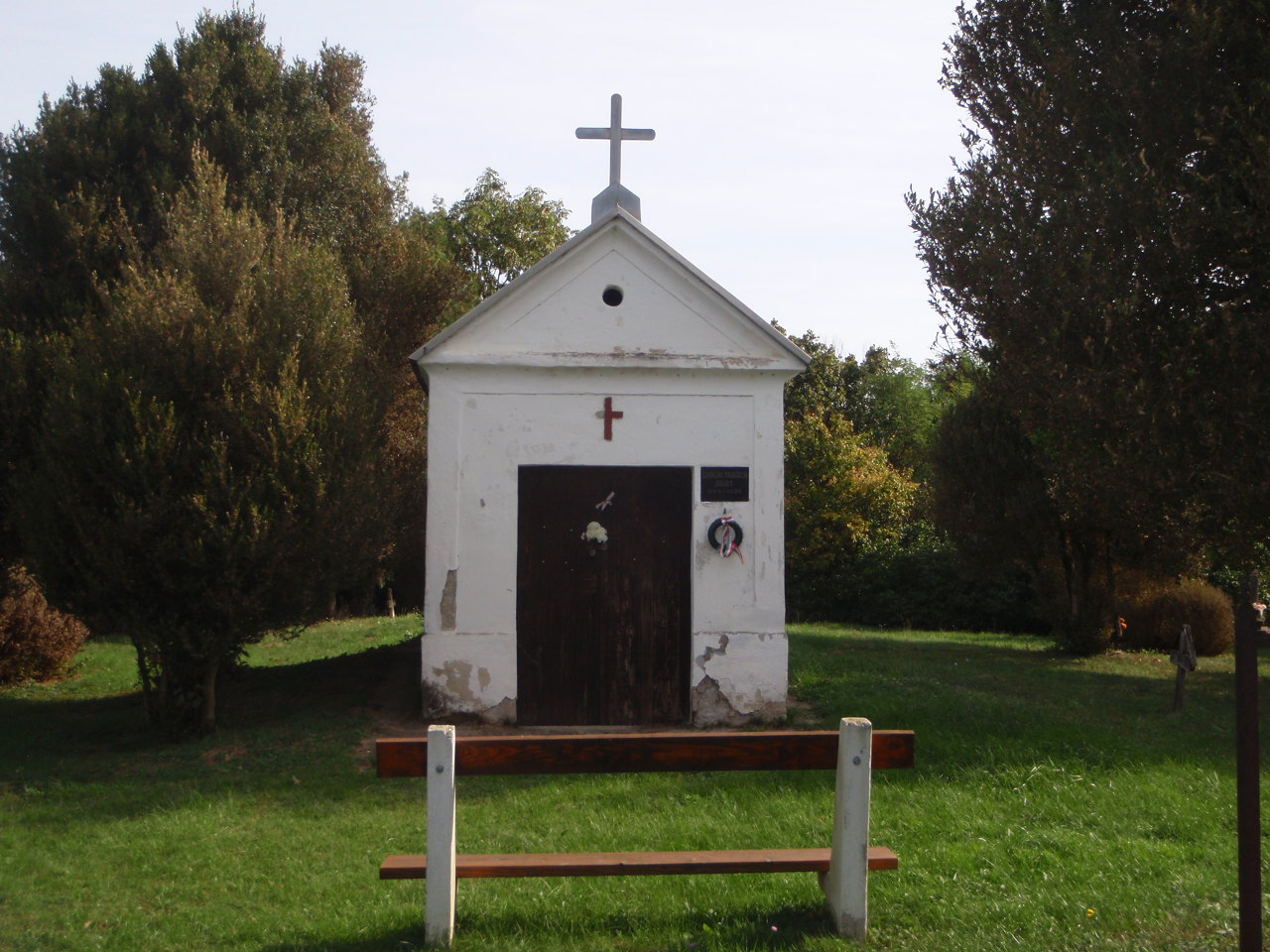
Dukai Takách Judit sírja Dukán

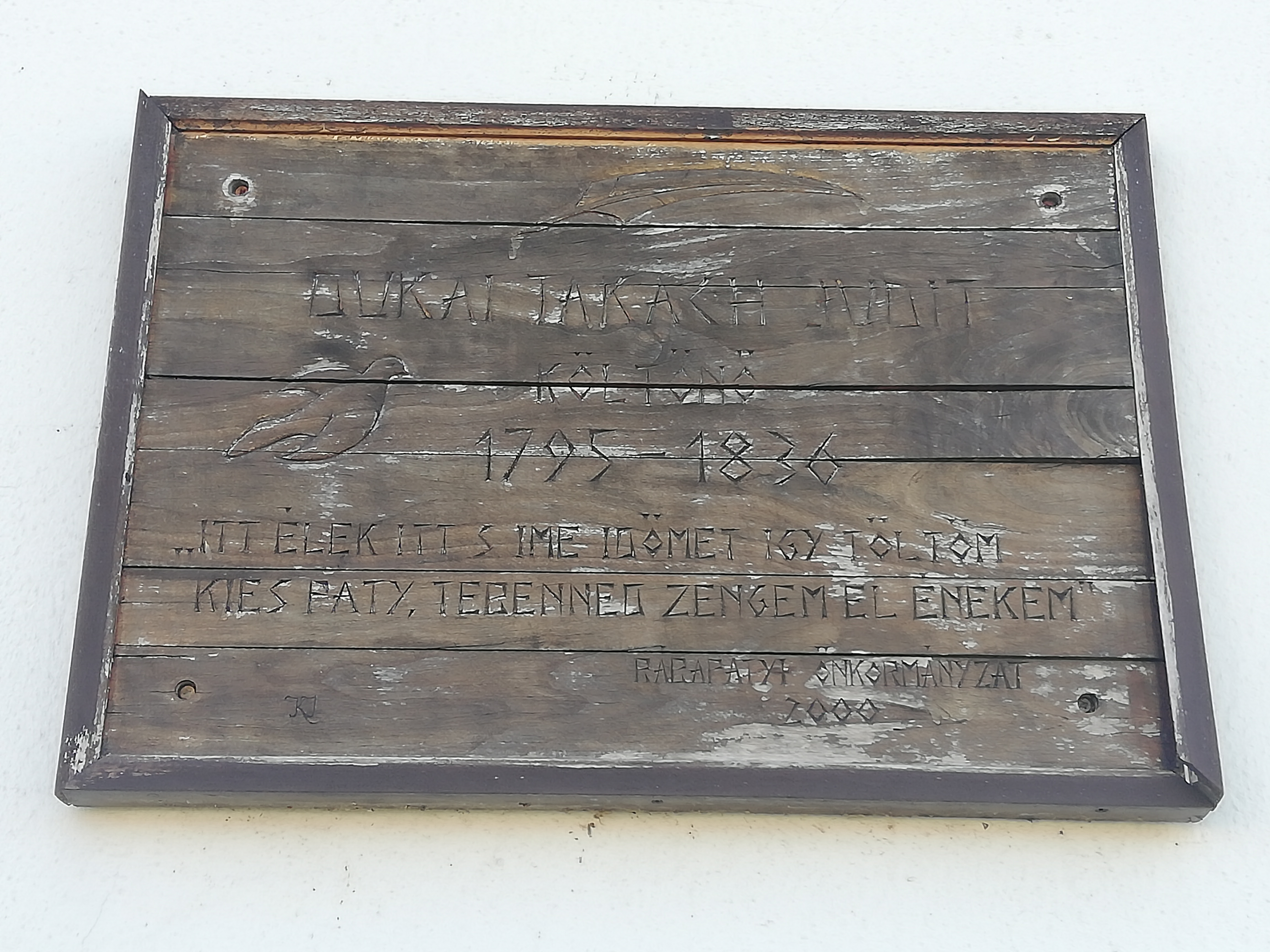
Emléktáblája (kissé megviselt állapotban) a felsőpatyi művelődési ház falán

Dukai Takách Judit vagy Dukai Takács Judit, költői nevén Malvina (Duka, 1795. augusztus 9. – Sopron, 1836. április 15.) magyar költő, Berzsenyi Dániel versének címéből vált ismertté neve.

## Élete
Takách István birtokos és muzsai Vittnyédy Terézia leánya, Dukán (Vas vármegye) született, 1795. szeptember 4-én keresztelték Kissomlyón. Szülei gondos nevelésben részesítették, s mikor kora ifjúságában tanújelét adta költői tehetségének, maguk is buzdították az írásra.
Amikor anyja 1811-ben meghalt, apja Sopronba vitte tanulni, „hol nyelvekben, zenében, valamint a gazdasszonykodás különféle elemeiben is szép haladásra tett szert; úgy tért vissza családi lakába, hol a háztartás gondjait egészen átvette”.
1814-ben Döbrentei Gábor, Wesselényi Miklóssal és nevelőjével, akik ekkor Itáliából tértek vissza, meglátogatták. Már ekkor verselgetett Malvina néven, amit később is megtartott költeményeinél. Gróf Festetics György, az irodalom barátja és pártfogója méltónak látta az 1817-ben Keszthelyen tartott Helikon ünnepélyre a magyar múzsa többi fölkentjei sorába őt is meghívni. Berzsenyi Dániel, akinek a neje Judit unokanővére, Dukai Takács Zsuzsanna volt, dicsérően írt róla Kazinczy Ferenchez 1817. február 27-én kelt levelében.
1818-ban a 70 000 forintnyi örökséggel rendelkező költőnőt Göndöcz Ferenc vezette oltárhoz, akivel aztán Felsőpatyra (Vas vármegye) költözött. Tizenkét évig élt 1830-ban elhunyt első férjével, s négy gyermekük született. 1832-től második férje Patthy István ügyvéd volt. Hirtelen jött tüdővészben halt meg 1836. április 15-én, Sopronban.
A 84-es főútról Duka felé kanyarodva, a község temetőjében egy kis fehér épületben található Dukai Takách Judit költőnő sírhelye, amelyet a Nemzeti Emlékhely és Kegyeleti Bizottság „A” kategóriában a Nemzeti sírkert részévé nyilvánított. A falu központjában pedig még áll az egykori Dukai Takách-kúria, amelyet a „magyar Szapphó” életében édesapja építtetett.

## Művei
- Főleg ódákat és elégiákat alkotott.
- Költeményei megjelentek az Erdélyi Múzeumban (1815. III. Barátomhoz, V. 1816. Gróf Sigray József c. cikke), a Helikonban (Keszthely, 1818), az Aurorában (I. 1822, IV. 1825), az Aspasiában (1824), a Hébében (1825, 1826).
- Munkája: A kesergő özvegy. Pest, 1815 (költemény)
- Művei: Dukai Takách Judit: Visszaemlékezés
- Dukai Takách Judit: A beteg Malvina
- Dukai Takách Judit: Juliskám halálára
- Dukai Takách Judit: A fársáng utolsó órájában
- Dukai Takách Judit: Báró Wesselényi
- Dukai Takách Judit: Az én lakhelyem
- Költeményeinek kézirati gyűjteménye a Magyar Tudományos Akadémia kézirattárában található.

## Kiadások
- Vadász Norbert: Dukai Takács Judit élete és munkái. Budapest, 1909
- Az én képem: Dukai Takách Judit válogatott versei. Válogatta és szerkesztette Papp János, Sárvár, 1986)

## Szépirodalom
| | \| Berzsenyi Dániel Dukai Takács Judithoz … Te megboszúlva méltóságtokat Kihágsz nemednek szűk korlátiból, Melyekbe zárva tartja vad nemem; Kihágsz, s merészen fényesb útra térsz, Melyen csak a nagy férfinyomdokok Vezetnek a szép tiltott táj felé; Hol a vakító fénybe vont igazság, Ámbár szemünket kápráztatja is, De megmutatja a virtusnak útját, Melly halhatatlan istenekhez int; S hol a poesis nyájas istenei, Szemünkhez illő földi öltözetben, Enyelgve zárnak karjaik közé, S a symboláknak hímes fátyolában Öleltetik meg a nagyot s dicsőt, S belénk mosolygják rózsás szájaikkal Az égi szikrát s égi tiszta kényt. – (részlet) 1815.[9] \| |
| Berzsenyi Dániel Dukai Takács Judithoz … Te megboszúlva méltóságtokat Kihágsz nemednek szűk korlátiból, Melyekbe zárva tartja vad nemem; Kihágsz, s merészen fényesb útra térsz, Melyen csak a nagy férfinyomdokok Vezetnek a szép tiltott táj felé; Hol a vakító fénybe vont igazság, Ámbár szemünket kápráztatja is, De megmutatja a virtusnak útját, Melly halhatatlan istenekhez int; S hol a poesis nyájas istenei, Szemünkhez illő földi öltözetben, Enyelgve zárnak karjaik közé, S a symboláknak hímes fátyolában Öleltetik meg a nagyot s dicsőt, S belénk mosolygják rózsás szájaikkal Az égi szikrát s égi tiszta kényt. – (részlet) 1815. | |

- Deák Gyula: Berzsenyi estéje (dráma, Nyugat, 1921. 7. Sz.).[10][11][12]

## Jegyzetek

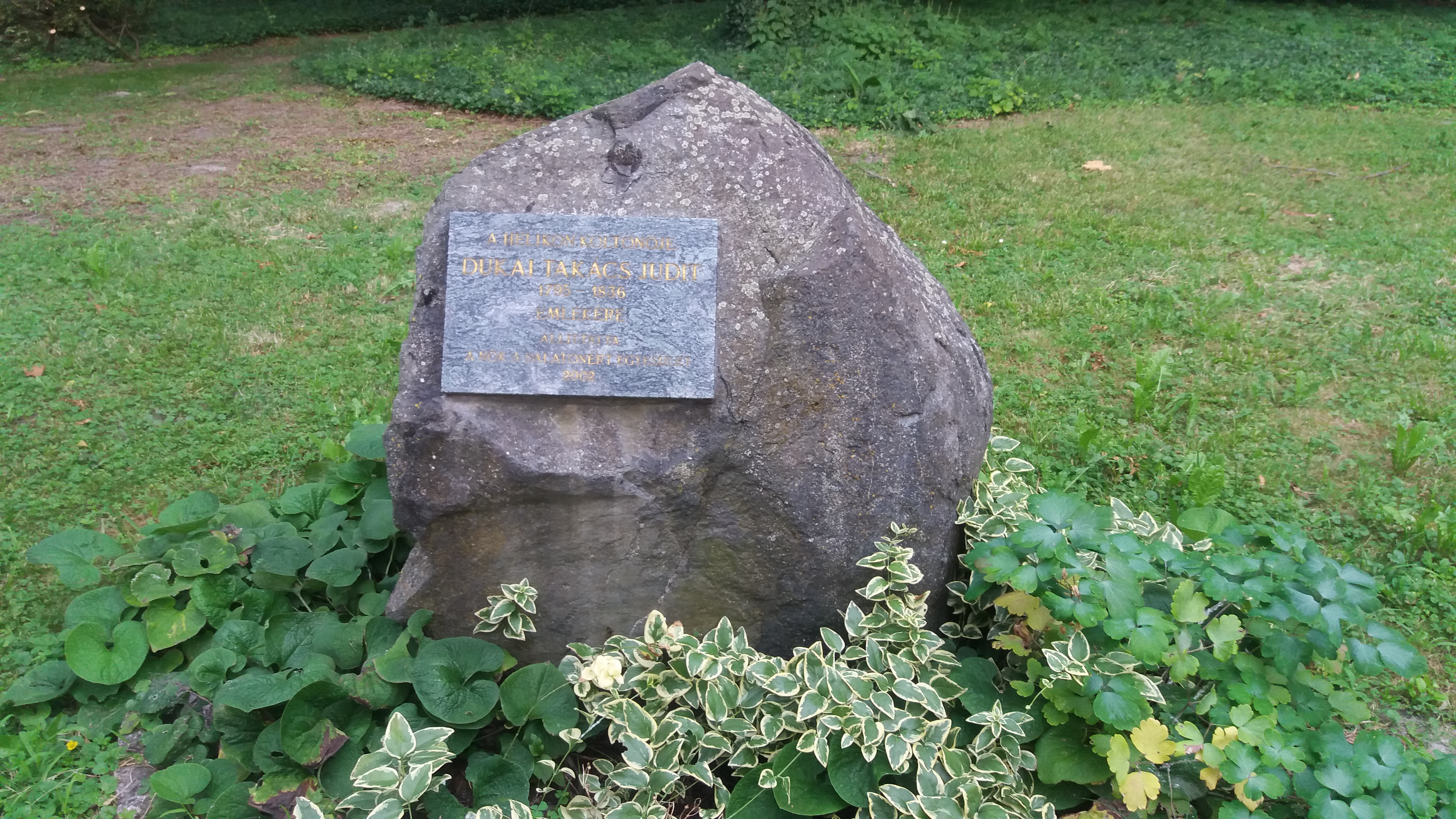
Dukai Takách Judit emléktáblája Keszthelyen